# Cyanoramphus cookii
Cyanoramphus cookii és una espècie d'ocell de la família dels psitàcids endèmic dels boscos de l'illa Norfolk.